# Maurizio Silvi
Maurizio Silvi (Albano Laziale, 1949) é um maquiador italiano, já indicado ao Oscar 2002 e ao BAFTA 2014.